# Día Mundial de la Fotografía
El Día Mundial de la Fotografía se celebra el 19 de agosto.Esta fecha conmemora el invento de la fotografía y la contribución de la fotografía a la cultura y la documentación histórica.Se busca reconocer el arte de capturar imágenes y su impacto en la comunicación y la percepción del mundo.